# Celsiusskolan
Denna artikel avser en gymnasieskola i Uppsala. Det finns även en grundskola med detta namn i Edsbyn, Ovanåkers kommun.

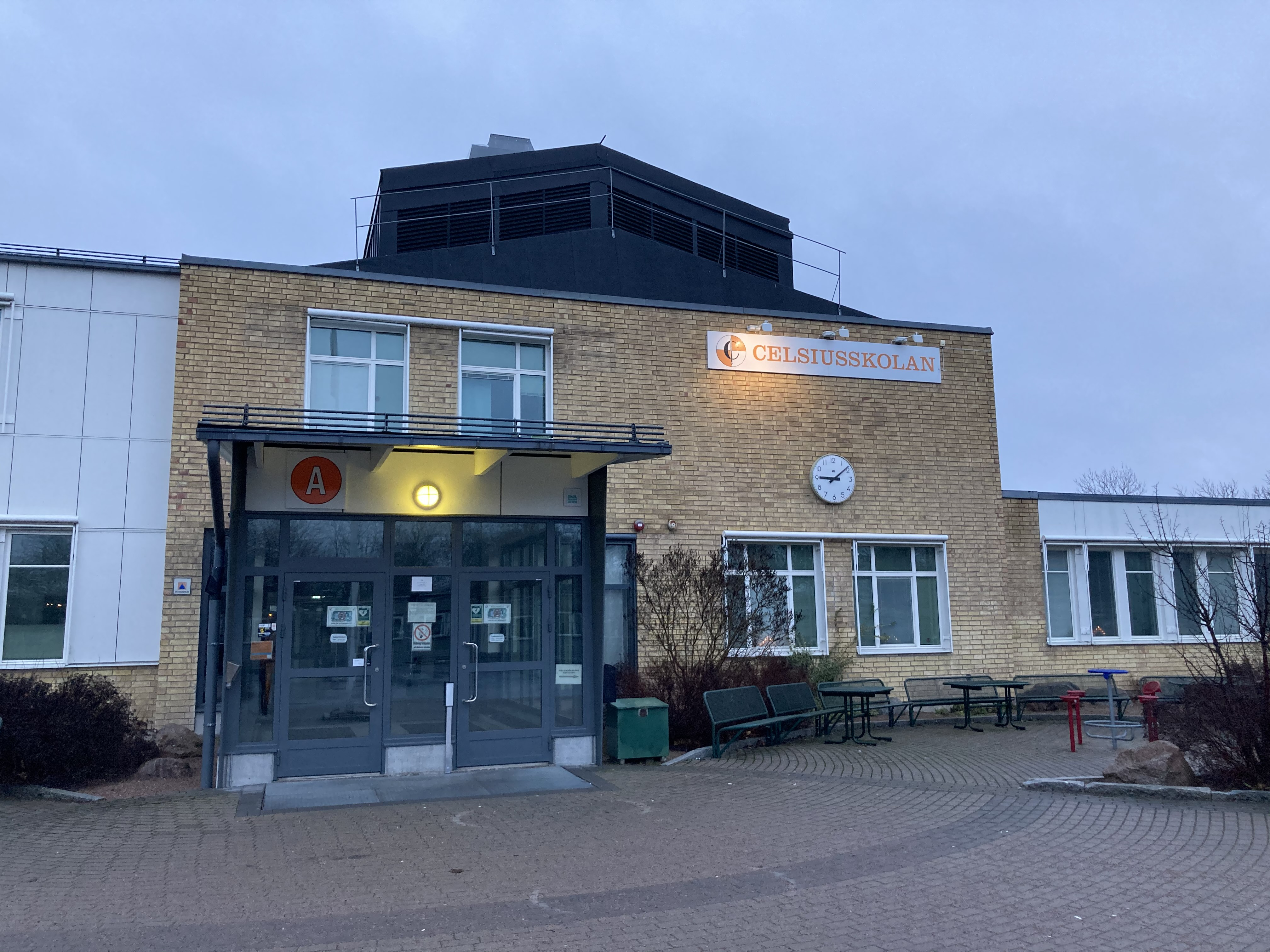
Celsiusskolan, december 2020.

Celsiusskolan är en gymnasieskola i Uppsala. Skolan är ansvarig för idrottsutbildningen för Uppsalas gymnasier

## Historik
Celsiusskolan i Uppsala grundades 1967 och är namngiven efter vetenskapsmannen Anders Celsius. Under skolans uppbyggnad medverkade konstnären Olle Bærtling i utformningen av skolan. En stor renovering av skolan påbörjades 1993 och avslutades fem år senare. Då gjordes bland annat en helt ny tillbyggnad som kom att rymma Celsiusskolans bibliotek.

## Utbildningar
Celsiusskolan är med sina 20 olika idrottsinriktningar Sveriges största idrottsgymnasium.
Skolan har cirka 830 elever och de program som finns representerade på Celsiusskolan är Naturvetenskapsprogrammet, Samhällsvetenskapsprogrammet, Ekonomiprogrammet och Handels- och administrationsprogrammet. På samtliga program finns det möjlighet att kombinera studierna med idrott, antingen genom NIU (Nationell idrottsutbildning) eller LIU (Lokal idrottsutbildning). På Samhällsvetarprogrammet finns även möjlighet att läsa estetisk inriktning. Förutom gymnasieprogrammen har Celsiusskolan också Språkintroduktion.